# Adriana Salvatore
Adriana Salvatore (Adriana Luciana Salvatore Armendáriz) es una ex deportista ecuatoriana de ascendencia italiana, nacida en Guayaquil el 9 de junio de 1974. 

## Carrera
Es una ex nadadora ecuatoriana que en los años 80 y 90 logró múltiples títulos nacionales e internacionales destacando los obtenido en los Juegos Sudamericanos de 1990 celebrados en Perú donde obtuvo medalla de oro en 400 y 800 metros estilo libre.
Inició su preparación deportiva en la academia de natación de Gastón Thoret a los 7 años, generando gran expectativa desde aquella época al lograr batir marcas de tiempo establecidas por otras grandes nadadoras entre las que se destaca a Mariuxi Febres Cordero, la mejor nadadora ecuatoriana. Existen en la actualidad marcas vigentes registradas en la FENA (Federación Ecuatoriana de Natación), las que aún no han logrado ser superadas.
Se retiró del deporte a la edad de 16 años, culminando sus estudios secundarios en el colegio Liceo Panamericano de Guayaquil.